# Julian Sark
Julian Sark es un espía que trabaja para el mejor postor en la serie de televisión Alias. Sark está interpretado por el actor estadounidense de cine, teatro y televisión David Anders.

## Biografía
Poco conocen a fondo la vida de Sark. Sark pasó la mayor parte de su juventud en Inglaterra, aunque un análisis de voz también revela que pasó mucho un tiempo en Galway, Irlanda. Sark es el heredero de una enorme fortuna procedente de su padre, Andrian Lazarey, descendiente de la familia imperial rusa Romanov.
Como él mismo dice, sus lealtades son realmente frágiles y suele cambiar con ligera facilidad sus alianzas, demostrando así que su lealtad verdadera parece estar sólo con él. sark destaca por su capacidad para evadir y evitar la captura. Sark es un sibarita del buen vino y puede ser considerado sexualmente fetichista, una vez comentó un fuerte interés en tener sexo con una mujer mientras ella llevase puesta una máscara de látex de Sydney Bristow.
Sark entra en escena al principio de la primera temporada como un agente de una organización criminal encabezada por una figura misteriosa conocida como "El Hombre" (creído al principio ser Alexander Khasinau, pero más tarde se revela que es Irina Derevko). Sark ataca el FTL, matando a su líder, Quan Li, a plena luz del día y en la mismísima puerta del cuartel general del FTL en Hong Kong. El ataque, coincidiendo con el asalto fracasado de McKenas Cole sobre el SD-6, fue diseñado para recuperar un artefacto Rambaldi desconocido (como el ataque de Cole fue diseñado para obtener un líquido desconocido).
El SD-6 intercepta una trasmisión en la cual se prepara una reunión entre la organización criminal de El Hombre y el Directorio-K en Moscú para acordar un trato de colaboración y así compartir la tecnología de Rambaldi. Sydney Bristow y Marcus Dixon son enviados por Arvin Sloane para escuchar la reunión. Julian Sark ofrece transferir 100.000.000,00 $ a las cuentas del Directorio-K en las Islas Caimán. A cambio, Sark exige el diario Rambaldi. La oferta es rotundamente rechazada por Ilyich Ivankov jefe del Directorio-K, y Sark inmediatamente lo asesina. La mano derecha de Ilyich Ivankok en el Directorio-K Lavro Kessar toma el mando y el si acepta la oferta. Todo había sido orquestado por El Hombre para acabar con el Directorio-K y adquirir todos su artefactos de Rambaldi. En una reunión informativa Arvin Sloane informa a su equipo que el cuerpo de Ivankov fue entregado a la oficina central de Directorio-K embalado en una caja de bacalao de un pesquero del Atlántico del Norte. Kessar ha desaparecido y Sloane asume que Sark lo tiene como rehén hasta la entrega del cuerpo de Ivankov y la posterior entrega del Diario de Rambaldi en Túnez. Sloane envía a su equipo a Túnez y Sydney intercepta el diario antes de que Sark pueda tomar la entrega.
Sark viaja a Denpasar para comprar una segunda ampolla de líquido de Rambaldi a cambio de un documento de Rambaldi (posiblemente un artefacto recuperado del FTL). Realmente el intercambio es una trampa establecida por Sydney y Michael Vaughn en colaboración con la CIA. La transacción es interrumpida por Dixon y otros agentes del SD-6 que seguían el intercambio. Sark escapa con la ampolla pero Vaughn lo captura y la recupera. Pero cuando Vaughn esposa a Sark a una puerta metálica para rescatar , el SD-6 lo captura.
Estando bajo la custodia del SD-6, Sark llega a un acuerdo para conducir al SD-6 hasta Khasinau en su club privado en París y recuperar un artefacto de Rambaldi. Sydney y Dixon son elegidos para recuperar el artefacto y sustituirlo por una falsificación. Mientras tanto Sydney descubre a Will Tippin, quien ha venido a París para encontrarse con un contacto misterioso para hablar de " la Circunferencia ". Sydney y Jack Bristow ayudan a Tippin a escapar dándole una identidad falsa y así devolverlo a Los Ángeles.
Sark se fuga del club, pero Arvin Sloane puso en el vino que tomó con Sark un isótopo radiactivo y rastrea su posición por satélite. Sin embargo, Sark se da cuenta y se somete a una transfusión de sangre en Ginebra. Sark vuelve a Los Ángeles y secuestra a Tippin que estaba bajo protección de testigos en un piso franco de la CIA . Para asegurar la liberación de Tippin, Jack roba la ampolla de la CIA y Sydney roba el documento del SD-6. Jack y Sydney exponen el líquido en el documento y comprenden que es la Circunferencia, instrucciones sobre como usar el Dispositivo Mueller. Jack viaja a Taipéi y hace el intercambio con Sark de Tippin por el artefacto de Rambaldi.
En la segunda temporada, Sark asume el control del activo de Irina y posteriormente se alía con el SD-6, pero en secreto trabaja para Sloane para causar la destrucción de la Alianza de los Doce y todas sus células SD. Sin embargo, ningún artefactos de Rambaldi es encontrado en los cuarteles SD. Después de la caída de SD-6, Sark sigue trabajando para Sloane. Sark secuestra a la esposa y el hijo del matemático Neil Caplan para obligar a Caplan a montar un artefacto de Rambaldi basado en una bomba de neutrón. Sark también coordina el asesinato y el reemplazo de la amiga de Sydney, Francie Calfo por Allison Doren, quien ha sido transformada mediante el Proyecto Hélice en un duplicado genético de Francie. Al final de la segunda temporada, Sark es capturado y puesto bajo custodia del gobierno federal.
En la tercera temporada Sark se une a El Pacto. El Pacto, durante los dos años en los que Sydney era Julia Thorne, ordenó a Sydney asesinar al diplomático ruso Adrian Lazarey. Lazarey es el padre de Sark, y su muerte provoca que Sark como su único descendiente, herede la fortuna de 800 millones de dólares en lingotes de oro. Esta herencia es exigida por El Pacto para financiar sus actividades terroristas a cambio de la liberación de Sark de la custodia de la CIA. A pesar de haber proporcionado la mayor parte del capital de la organización, Sark es relegado a simple colaborador de El Pacto
Sark lleva a cabo misiones para El Pacto, a veces con la ayuda de Lauren Reed, una agente doble de la NSC y casada con Vaughn. Una misión él emprende con Allison Doren. Sark y Lauren se hacen amantes y conspiran para asesinar a los líderes de las seis células de El Pacto en una tentativa de tomar el mando de la organización. Tras los asesinatos, son felicitados por McKenas Cole, quien se ha hecho con el puesto de segundo jefe de El Pacto. Cole los designa los colíderes de la célula estadounidense. Sark y Reed se alían con Arvin Sloane para obtener la ecuación de Rambaldi que Nadia Santos, " el Pasajero, " canaliza mediante la suministración de una droga, pero fracasan. Lauren lleva a cabo una misión disfrazada como Sydney para obtener la ecuación de la CIA y detonar su cuartel general en Los Ángeles, mientras Sark la supervisa. Lauren consigue escapar pero Sark es capturado.
En la cuarta temporada, durante su segundo encarcelamiento, Sark es liberado y puesto bajo la custodia de Sydney y Vaughn para ayudar a capturar a Anna Espinosa. Sark acepta ayudar, pero exige ver la prueba, de que Lauren está muerta. Después de ver su cuerpo en una cripta secreta de la CIA, Sark comprende que fue Vaughn quien la mató. Durante la misión, Espinosa ayuda a Sark a escapar de Sydney y Vaughn, y los dos brevemente colaboran para vender una bomba química. Durante el intercambio son sorprendidos por la CIA consiguiendo escapar Sark pero no antes de cumplir su palabra, ayudando a Sydney a capturar a Anna.
En la quinta temporada Sark vuelve a la serie en el capítulo "Bob". Con la muerte de líder de El Pacto, Elena Derevko y la evidente caída de la organización, Sark ha estado trabajando por cuenta propia; en esta ocasión un jefe militar sudanés a contratado sus servicios para conseguir un arma de destrucción masiva.
- Datos: Q2706542